# Juli 2013
Portal Geschichte | Portal Biografien | Aktuelle Ereignisse | Jahreskalender | Tagesartikel

◄ |
20. Jahrhundert |
21. Jahrhundert

◄ |
1980er |
1990er |
2000er |
2010er
| 2020er | 2030er | 2040er

◄ |
2009 |
2010 |
2011 |
2012 |
2013
| 2014 | 2015 | 2016 | 2017 | ►

◄ |
April 2013 |
Mai 2013 |
Juni 2013 |
Juli 2013 |
August 2013 |
September 2013 |
Oktober 2013 |
►
Dieser Artikel behandelt tagesbezogene Nachrichten und Ereignisse im Juli 2013.

## Tagesgeschehen

### Montag, 1. Juli 2013

Ausdehnung der EU nach der Aufnahme Kroatiens

- Erstfeld/Schweiz: Nur zwei Tage nach dem Absturz im Tessin stürzt im Kanton Uri, oberhalb Erstfelds ein weiterer Helikopter ab. Alle vier Insassen sind sofort tot.
- Vilnius/Litauen: Litauen übernimmt für ein halbes Jahr die EU-Ratspräsidentschaft.[1]
- Zagreb/Kroatien: Kroatien tritt als 28. Land der Europäischen Union bei.[2]

### Dienstag, 2. Juli 2013

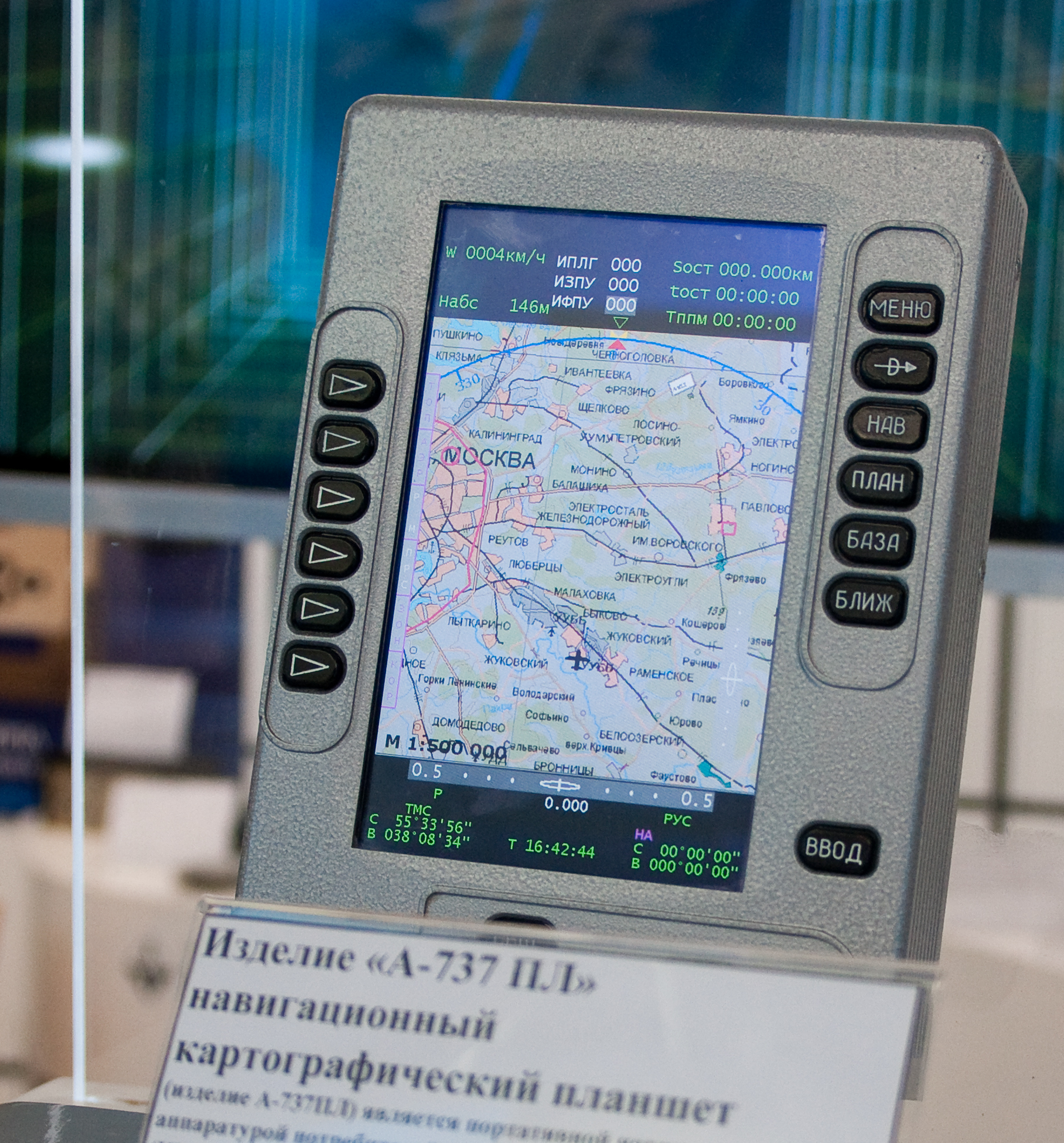
Glonass-Signale sind eine Alternative zu Navstar-GPS-Daten

- Baikonur/Kasachstan: Eine Proton-M-Rakete kommt vier Sekunden nach ihrem Start vom geplanten Kurs ab und schlägt knapp zwei Kilometer von der Abschussrampe entfernt auf die Erdoberfläche. Dabei werden das Trägersystem und drei GLONASS-Satelliten zerstört, die zum gleichnamigen Satellit-Navigationssystem gehören.[3]
- Dresden/Deutschland: Der Prozess gegen den Jugendpfarrer Lothar König wird ausgesetzt. In seiner Heimatstadt Jena engagiert er sich seit den 1980er Jahren gegen Gewalt aus der Neonazi-Bewegung, wegen seines Verhaltens auf einer Kundgebung ist er des Landfriedensbruchs beschuldigt.[4]
- Paris/Frankreich: Die IAU erkennt zwei weitere Monde des Plutos an. Die beiden Himmelskörper mit den inoffiziellen Projektbezeichnungen P4 und P5 tragen nun die Namen Kerberos und Styx.[5]

### Mittwoch, 3. Juli 2013

August Mandorfer

- Kairo/Ägypten: Das ägyptische Militär setzt Staatspräsident Mohammed Mursi ab und kündigt Neuwahlen an; der Vorsitzende des Obersten Verfassungsgerichts Adli Mansur wird als Übergangspräsident eingesetzt.[6]
- Steyr/Österreich: Wegen sexueller und gewalttätiger Übergriffe auf 24 ehemalige Schüler des Stiftsgymnasiums Kremsmünster wird der inzwischen laisierte katholische Geistliche August Mandorfer zu zwölf Jahren Gefängnis verurteilt.[7]
- Vatikanstadt: Papst Franziskus nimmt die Rücktritte von Führungskräften des Istituto per le Opere di Religione (IOR, „Vatikanbank“) an. Offenbar erfolgte die Anpassung an die EU-Kriterien für transparente Banken zu langsam.[8]

### Donnerstag, 4. Juli 2013
- Nordsee: Der Premierminister des Vereinigten Königreichs David Cameron eröffnet den zu diesem Zeitpunkt weltgrößten Offshore-Windpark London Array vor der Mündung der Themse.[9]

### Freitag, 5. Juli 2013
- Clerf/Luxemburg: Nach fast dreijähriger Schließung wegen Renovierungsarbeiten wird die zum Weltdokumentenerbe zählende Fotoausstellung The Family of Man wieder eröffnet.[10]

### Samstag, 6. Juli 2013
- Lac-Mégantic/Kanada: Ein mit Erdölprodukten beladener Güterzug entgleist und explodiert in der Stadtmitte. Mindestens 42 Personen sterben, die Behörden rechnen mit 50 Toten. 2000 der 6000 Einwohner des Ortes werden evakuiert.[11][12][13][14]
- London/Vereinigtes Königreich: Marion Bartoli gewinnt das Damen-Finale der Wimbledon Championships gegen Sabine Lisicki.[15]
- San Francisco/Vereinigte Staaten: Eine Boeing 777 der Asiana Airlines (Flug OZ214) verunglückt bei der Landung auf dem Flughafen San Francisco.[16]
- Sichuan/China: Bei einer Feier zum Geburtstag des Dalai Lama gehen chinesische Sicherheitskräfte in der Provinz Sichuan gewaltsam gegen Tibeter vor und verletzen acht Personen.[17]

### Sonntag, 7. Juli 2013

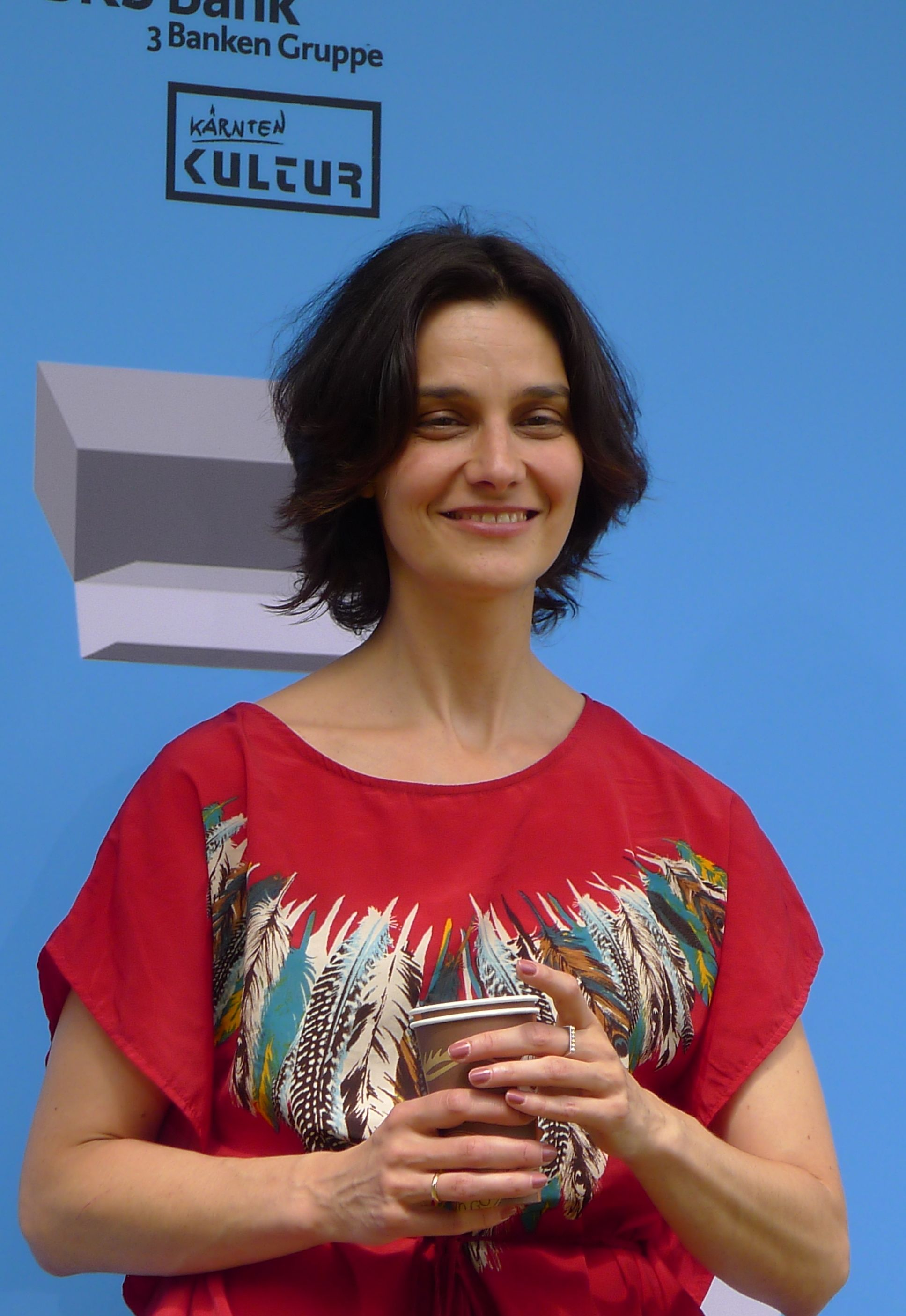
Katja Petrowskaja

- Klagenfurt/Österreich: Mit einem Auszug aus ihrem Roman Vielleicht Esther gewinnt die in Deutschland lebende Ukrainerin Katja Petrowskaja den Ingeborg-Bachmann-Preis 2013.[18]
- London/Vereinigtes Königreich: Andy Murray aus Schottland gewinnt das Herren-Einzel-Turnier der Wimbledon Championships im Tennis gegen den Serben Novak Đoković und ist damit erster britischer Sieger des Herreneinzels von Wimbledon seit 1936.[19]

### Montag, 8. Juli 2013
- Kairo/Ägypten: Bei Zusammenstößen zwischen Islamisten und dem Militär in Kairo kommen 51 Menschen ums Leben; 435 werden verletzt. Übergangspräsident Mansour kündigt Parlamentswahlen in etwa einem halben Jahr an.[20]
- Lampedusa/Italien: Auf seiner ersten Reise außerhalb Roms gedenkt Papst Franziskus der auf der Überfahrt von Afrika gestorbenen Migranten und geißelt die Gleichgültigkeit gegen das Flüchtlingselend.[21]

### Dienstag, 9. Juli 2013
- Beirut/Libanon: Bei einem Autobomben-Anschlag in einem Schiiten-Viertel Beiruts werden mindestens 40 Personen verletzt.[22]

### Mittwoch, 10. Juli 2013
- Luxemburg/Luxemburg: Nach einer Spionageaffäre tritt Regierungschef Jean-Claude Juncker zurück.[23]

### Freitag, 12. Juli 2013
- Brétigny-sur-Orge/Frankreich: Mehrere Tote und Schwerverletzte bei einem Zugunglück: Eisenbahnunfall von Brétigny-sur-Orge.[24]
- Friedrichshafen/Deutschland: Der Deutsche Alpenverein präsentiert auf der Messe Outdoor sein millionstes Mitglied.[25]

### Samstag, 13. Juli 2013
- Nyala/Sudan: Bei einer Attacke sterben sieben tansanische Soldaten der UN-Friedenstruppe in Darfur und weitere 17 werden verletzt.[26][27]

### Dienstag, 16. Juli 2013
- Oslo/Norwegen: Der schwedische Professor Stefan Svallfors schlägt den PRISM-Enthüller Edward Snowden in einem Brief an das Nobelpreis-Komitee für den Friedensnobelpreis vor.[28]

### Mittwoch, 17. Juli 2013
- London/Vereinigtes Königreich: Queen Elisabeth II. unterzeichnet das Gesetz zur Legalisierung der gleichgeschlechtlichen Ehe in den Landesteilen England und Wales. In Nordirland und Schottland bleibt es bei der Möglichkeit zur Eintragung von Partnerschaften.[29]

### Donnerstag, 18. Juli 2013
- Detroit/Vereinigte Staaten: Erstmals muss mit Detroit eine US-amerikanische Großstadt Insolvenz anmelden.[30]
- Kirow/Russland: Der Kreml-Kritiker Alexei Nawalny wird wegen Veruntreuung verurteilt. Später ordnet die Staatsanwaltschaft jedoch seine Freilassung an, weil das Urteil noch nicht rechtskräftig ist.[31][32]

### Freitag, 19. Juli 2013
- Barcelona/Spanien: Beginn der Schwimmweltmeisterschaften 2013
- Canberra/Australien: Der australische Premier Kevin Rudd und der Ministerpräsident von Papua-Neuguinea, Peter O’Neill, unterzeichnen ein Abkommen, nachdem Asylsuchende, die per Boot nach Australien kommen, nach Papua-Neuguinea abgeschoben werden. Damit will die australische Regierung Wirtschaftsflüchtlinge abschrecken.[33][34]
- Washington/Vereinigte Staaten: Der US-amerikanische Präsident Barack Obama äußert sich erstmals ausführlich zur Benachteiligung von Afroamerikanern in den modernen Vereinigten Staaten. Hintergrund ist ein Freispruch für einen weißen Schützen, der wegen des Todes eines schwarzen Teenagers angeklagt war.[35]

### Samstag, 20. Juli 2013
- Bagdad/Irak: Bei einer Anschlagsserie werden mindestens 65 Personen getötet und 190 weitere verletzt.[36]

### Sonntag, 21. Juli 2013
- Bogotá/Kolumbien: Bei Gefechten zwischen FARC-Rebellen und der Regierungsarmee kommen 21 Soldaten und sechs Rebellen um.[37]
- Brüssel/Belgien: Der belgische Monarch Albert II. dankt ab. Neuer König wird sein Sohn Philippe.[38]
- Paris/Frankreich: Der britische Radrennfahrer Christopher Froome gewinnt die 100. Tour de France.[39]
- Tokio/Japan: Bei der Oberhauswahl gewinnt die Koalition von Ministerpräsident Shinzō Abe. Damit hält die Regierungskoalition die Mehrheit in beiden Kammern des Parlaments.[40]
- Yaren/Nauru: Hunderte Flüchtlinge haben schwere Zerstörungen in einem Auffanglager angerichtet. Die Randale war die Reaktion auf eine Verschärfung des australischen Asylrechts.[41]

### Montag, 22. Juli 2013
- Amsterdam/Niederlande: Der spanische Telekommunikationskonzern Telefónica übernimmt von KPN dessen Tochterfirma E-Plus. Durch die Fusion mit O2 entsteht der größte deutsche Mobilfunkanbieter.[42]
- London/Vereinigtes Königreich: Geburt des ersten Kindes (George of Cambridge) von Prinz William und seiner Frau Catherine. Das Baby ist Dritter der britischen Thronfolge.

### Mittwoch, 24. Juli 2013
- Santiago de Compostela/Spanien: Der Eisenbahnunfall von Santiago de Compostela  in Galicien fordert mindestens 79 Todesopfer und etwa 178 Verletzte.[43] Ein Schnellzug mit der RENFE-Baureihe 730 war auf dem Weg von Madrid nach Ferrol, als er um 20:42 Uhr kurz vor der Einfahrt in den Bahnhof von Santiago de Compostela in einer Kurve entgleiste.

### Donnerstag, 25. Juli 2013
- Lomé/Togo: Die Parlamentswahl in Togo gewinnt die Regierungspartei, die Nationale Allianz für den Wandel wird die neue größte Oppositionspartei.[44]

### Samstag, 27. Juli 2013
- Bengasi/Libyen: Bei einem Massenausbruch entkommen rund 1000 Häftlinge aus einem Gefängnis in Bengasi. Der Gefängnisausbruch stand vor dem Hintergrund politischer Spannungen, wo gegen Islamisten protestiert wurde.[45]
- Kairo/Ägypten: Bei Demonstrationen der Anhänger des gestürzten islamistischen Präsidenten Mohammed Mursi und nachfolgenden Ausschreitungen in Kairo töten Sicherheitskräfte 72 Personen und verletzen Hunderte.[46]

### Sonntag, 28. Juli 2013

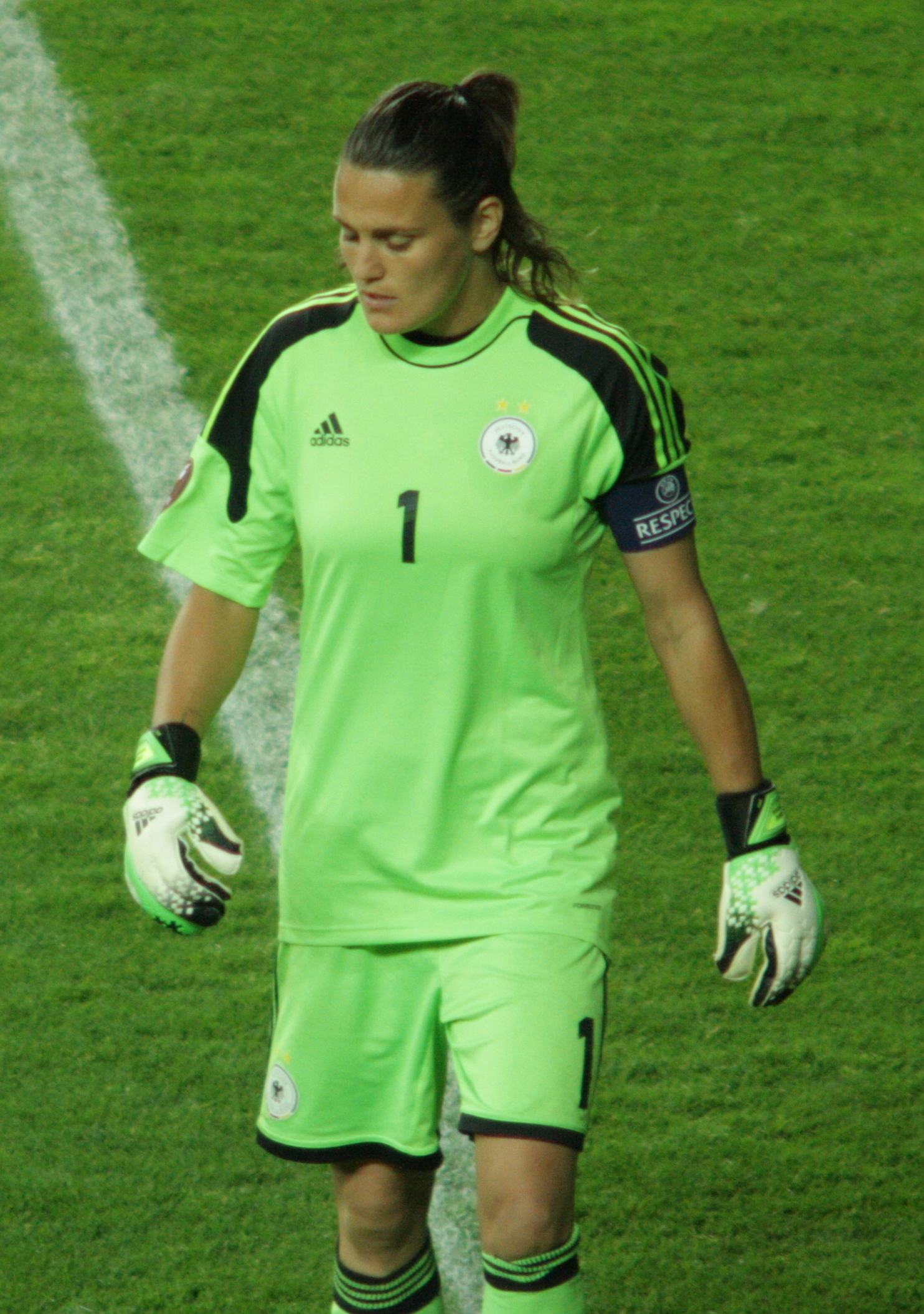
Nadine Angerer

- Bamako/Mali: Eineinhalb Jahre nach Putsch und Bürgerkrieg findet in Mali die Präsidentschaftswahl statt. Die besten Ergebnisse erzielen Ibrahim Boubacar Keïta und Soumaïla Cissé, die sich einer Stichwahl am 11. August stellen müssen.[47]
- Monteforte Irpino/Italien: Bei einem Busunglück kommen mindestens 38 Personen ums Leben, 10 werden schwer verletzt.[48]
- Phnom Penh/Kambodscha: Bei den Parlamentswahlen in Kambodscha erleidet die Regierungspartei schwere Verluste, kann aber die Mehrheit der Sitze verteidigen.[49]
- Reutlingen, Tübingen, Nürtingen/Deutschland: Ein Hagelsturm verwüstet Reutlingen und andere Gebiete der Region Neckar-Alb.[50] Tausende zerstörter Dächer, Häuserfassaden, Solaranlagen und Autos verursachen bei den Versicherungen eine Schadenssumme von mindestens 600 Millionen Euro.[51]
- Rio de Janeiro/Brasilien: Beim Abschlussgottesdienst des Weltjugendtages in Rio de Janeiro ruft Papst Franziskus die Jugend zu politischem Engagement auf und fordert von den Bischöfen mehr Dialogbereitschaft.[52]
- Solna/Schweden: Titelverteidiger Deutschland gewinnt im Finale der Fußball-Europameisterschaft der Frauen gegen Norwegen mit 1:0 und wird zum achten Mal Europameister, davon die letzten sechs Titel in Serie. Die deutsche Torfrau Nadine Angerer pariert im Endspiel zwei Elfmeter.[53]

### Dienstag, 30. Juli 2013
- Islamabad/Pakistan: Der Kandidat der regierenden Muslimliga Mamnoon Hussain gewinnt die Präsidentschaftswahlen.[54]

### Mittwoch, 31. Juli 2013
- Harare/Simbabwe:Bei den Präsidentschaftswahl in Simbabwe wird Robert Mugabe als Präsident wiedergewählt. Seine Partei ZANU-PF erlangt eine Zweidrittelmehrheit im Parlament.[55]

## Weblinks

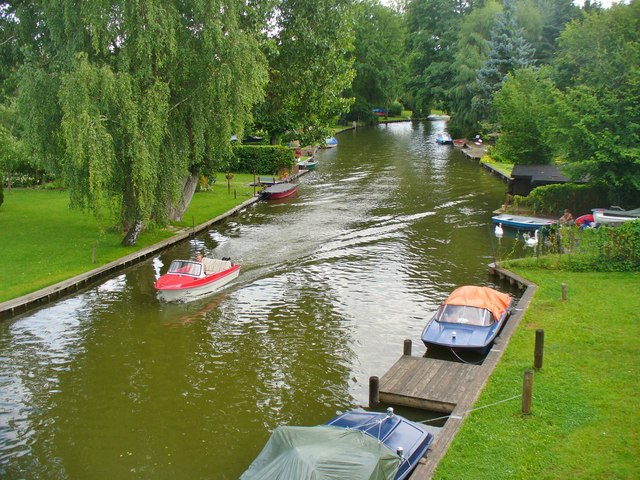
Brandenburg im Juli 2013